# Primeira Liga
Primeira Liga (V portugalské výslovnosti: [pɾiˈmejɾɐ ˈliɣɐ]), také známá jako Primeira Divisão je nejvyšší portugalská fotbalová soutěž a stojí na vrcholu portugalského ligového systému. V žebříčku UEFA je na 7. místě (na začátku sezony 2019/20) a je tak jednou z nejkvalitnějších evropských ligových soutěží.
Založena byla v roce 1934 a poprvé sjednotila nejlepší portugalské týmy v jedné celonárodní soutěži. Za doposud 87 odehraných ročníků v ní dokázalo zvítězit jen 5 klubů, z čehož 3 mají na kontě dohromady 85 mistrovských titulů. Tyto kluby nazýváme velkou trojkou a řadíme sem Benfica Lisabon (38 titulů), FC Porto (29 titulů) a Sporting CP (21 titulů).
Soutěž je tvořena celkem 18 týmy, z nichž první tým postupuje přímo do Ligy mistrů. Druhý tým pak postupuje do 3. předkola (playoff) této soutěže. Třetí a čtvrtý tým postupují do 3. předkola respektive 2. předkola Evropské ligy. Další místo, v Základní skupině Evropské ligy, zaujímá vítěz Taça de Portugal (portugalský pohár), což může v případě kvalifikace finalistů do pohárů jiným způsobem připadnout pátému týmu v lize. V případě, že vítěz Taça de Portugal se kvalifikuje do pohárů jiným způsobem, do Evropské ligy jde finalista. Ten se zařadí do 3. předkola a pátý tým v lize ho nahradí v základní skupině. Dva nejhorší týmy soutěže sestupují do Segunda Liga, druhé nejvyšší soutěže. Vítěz soutěže má také právo startovat v portugalském Superpoháru Cândido de Oliveira, kde ho vyzve vítěz Taça de Portugal.

## Historie

### Počátky fotbalu v Portugalsku

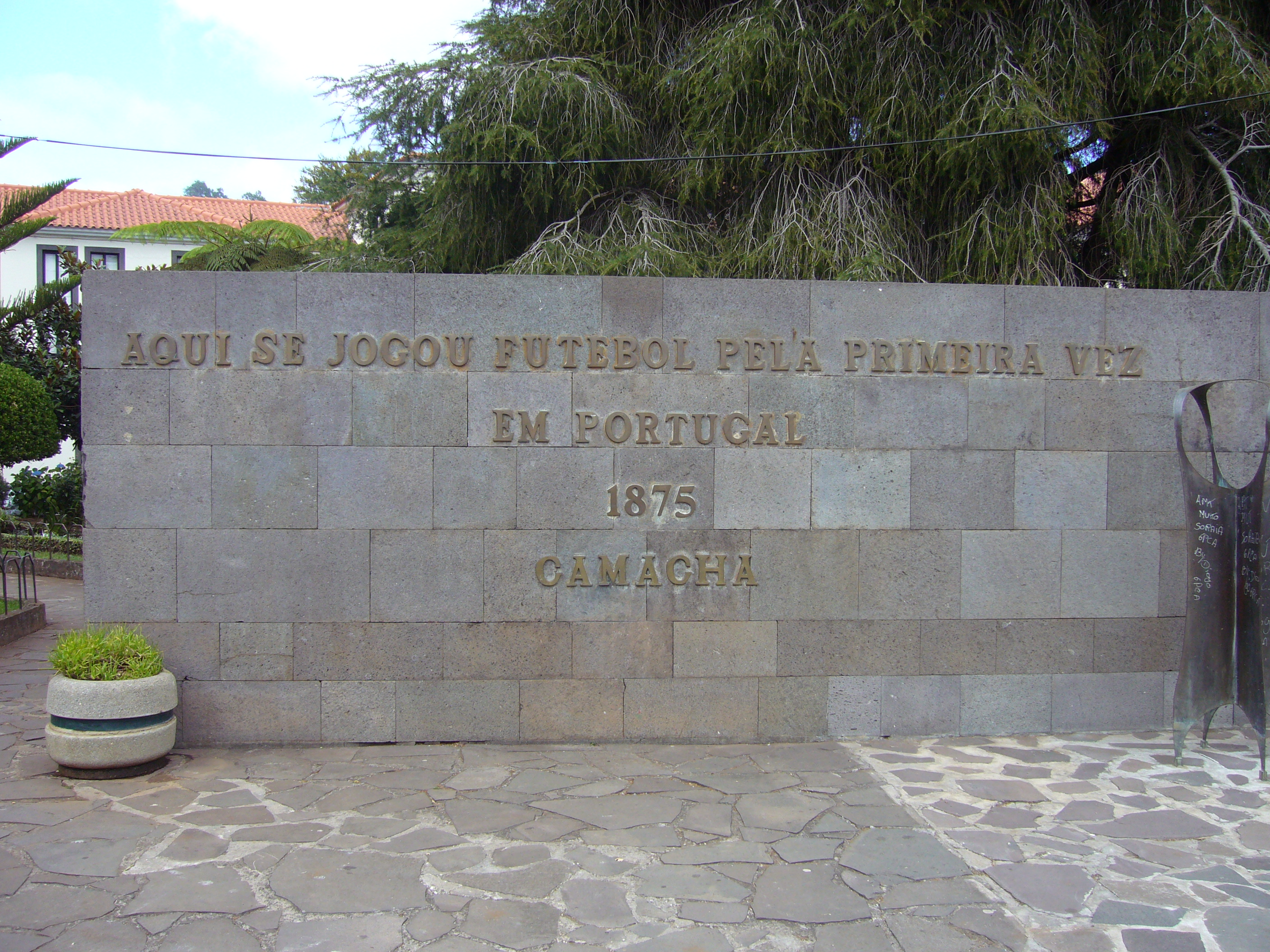
Památník prvního fotbalového klání v Portugalsku, jež se konalo roku 1875 v obci Camacha na Madeiře.

Podobně jako v dalších zemích jižní Evropy, i zde jsou první zmínky o fotbalu situovány do třetí čtvrtiny 19. století. A i zde se propagace fotbalu připisuje studentům z Velké Británie. Za nejstarší duel se považuje utkání z roku 1875, kdy místní rodák Harry Hinton uspořádal klání na ostrově Madeira.
Krátce na to zažíval fotbal rychlou expanzi, zejména v univerzitním prostředí, kde vznikaly nové univerzitní týmy a kluby. Často se porovnávaly síly mezi místními týmy a týmy složené z anglických studentů a přistěhovalců.
V roce 1894 uspořádali lidé okolo tehdejšího krále Karel I. Portugalský první utkání mezi městskými kluby z Porta a Lisabonu a nastartovali jednou z nejstarších rivalit fotbalového světa. V té době už rok existoval jeden ze tří nejslavnějších národních klubů, a to FC Porto, založené 1893. Lisabonské kluby vznikly o něco později. Benfica Lisabon, klub s nejvíce mistrovskými tituly, byl založen roku 1904 a Sporting CP o dva roky později, v roce 1906.
Prvním zahraničním soupeřem pro portugalské klub byl Real Madrid, který v roce 1907 podlehl Clube Internacional de Futebol.
V roce 1914 založili FC Porto, Benfica Lisabon a Sporting CP, nazývaní Velká trojka, první fotbalový svaz – "a União Portuguesa de Futebol", který byl předchůdcem dnešního "Federação Portuguesa de Futebol", založeného roku 1926.

### Založení Primeira Ligy
V roce 1934 byla po vzoru dalších zemí "zkušebně" založena portugalská liga, která dostala název Primeira Liga (podle anglické Premier League). Konala se současně s tehdejší soutěží Campeonato de Portugal, která se hrála pohárovým systémem. Vítěz této soutěže se mohl nazývat Šampionem Portugalska, zatímco vítěz Primeira Liga pouze Ligovým šampionem. Prvním ligovým šampionem se stalo FC Porto, které o dva body ovládlo osmičlennou ligovou tabulku.
| Sezony  | BE | PO | SP |
| ------- | -- | -- | -- |
| 1999–00 | 3  | 2  | 1  |
| 2000–01 | 6  | 2  | 3  |
| 2001–02 | 4  | 3  | 1  |
| 2002–03 | 2  | 1  | 3  |
| 2003–04 | 2  | 1  | 3  |
| 2004–05 | 1  | 2  | 3  |
| 2005–06 | 3  | 1  | 2  |
| 2006–07 | 3  | 1  | 2  |
| 2007–08 | 4  | 1  | 2  |
| 2008–09 | 3  | 1  | 2  |
| 2009–10 | 1  | 3  | 4  |
| 2010–11 | 2  | 1  | 3  |
| 2011–12 | 2  | 1  | 4  |
| 2012–13 | 2  | 1  | 7  |
| 2013–14 | 1  | 3  | 2  |
| 2014–15 | 1  | 2  | 3  |
| 2015–16 | 1  | 3  | 2  |
| 2016–17 | 1  | 2  | 3  |
| 2017–18 | 2  | 1  | 3  |
| 2018–19 | 1  | 2  | 3  |
| 2019–20 | 2  | 1  | 3  |
| 2020–21 | 3  | 2  | 1  |
| 2021–22 | 3  | 1  | 2  |
| 2022–23 | 1  | 2  | 4  |
| 2023–24 | 2  | 3  | 1  |

Roku 1938 byl experimentální režim ukončen jako úspěšný a došlo ke změně významu soutěže. Primeira Liga se stala oficiální ligovou soutěží a její vítěz (což platilo i zpětně 1934–38) se mohl honosit titulem Mistr Portugalska. Campeonato de Portugal byl přejmenován na Taça de Portugal a dodnes platí jako národní fotbalový pohár. Soutěž prošla mezi lety 1938–2000 několika změnami názvů (Campeonato Nacional da Primeira Divisão, Primeira Divisão, atd.), ale v roce 2000 byla zprofesionalizována a dostala dnešní název Primeira Liga.

### Os Três Grandes(Velká trojka)
Od samého začátku dominují této soutěži tři kluby, které se oficiálně nazývají Os Três Grandes čili Velká trojka. FC Porto, Benfica Lisabon a Sporting CP ovládli 85 z 87 doposud odehraných ročníků soutěže. Jedinými, kdo dokázal narušit jejich nadvládu, byl v sezoně 1945–46 CF Os Belenenses a v sezoně 2000–01 Boavista FC. Tyto tři kluby mají tím pádem i největší úspěchy v Evropských pohárech a v žebříčku UEFA zaujímají nejvyšší pozice z portugalských klubů. Tyto tři kluby se také mohou pyšnit největším počtem fanoušků, což je znát i v návštěvnosti domácích utkání, kde zaujímají tři nejvyšší pozice.
Prvním vítězem oficiální ligové soutěže bylo v sezoně 1938–39 opět FC Porto, které napodobilo svůj úspěch z roku 1935 i v sezoně 1939–40. Období mezi lety 1946–1954 zase ovládl Sporting CP, který získal 7 titulů během osmi odehraných ročníků. Tento klub jako první dosáhl i počtu 10 mistrovských titulů, což se mu povedlo roku 1958. Benfica dosáhla této mety o dva roky později, čímž naopak nastartovala svou zlatou éru, která trvala mezi lety 1959–1977. Během osmnácti sezon získala skvělých 14 mistrovských titulů a dvakrát triumfovala v Poháru mistrů evropských zemí (1960/61, 1961/62). V roce 1973 se stala prvním klubem s 20 mistrovskými tituly na svém kontě.
V sezoně 1963/64 ovládl Sporting CP jinou významnou Evropskou soutěž, a to Pohár vítězů pohárů, ale jeho nadvláda v domácí soutěži již byla v té době u konce.
Naopak, jako poslední z "Velké trojky", se o slovo přihlásilo FC Porto, které mělo v roce 1984, kdy Benfica získala 26. titul, na kontě pouhých 7 mistrovských titulů. Za posledních 28 sezon však získalo 19 titulů a převzalo nadvládu nad portugalským fotbalem, která nadále trvá. V Evropských pohárech navíc získala 7 významných trofejí včetně dvou vítězství v Lize mistrů UEFA (1986/87, 2003/04) a v Evropské lize UEFA (2002/03, 2010/11).

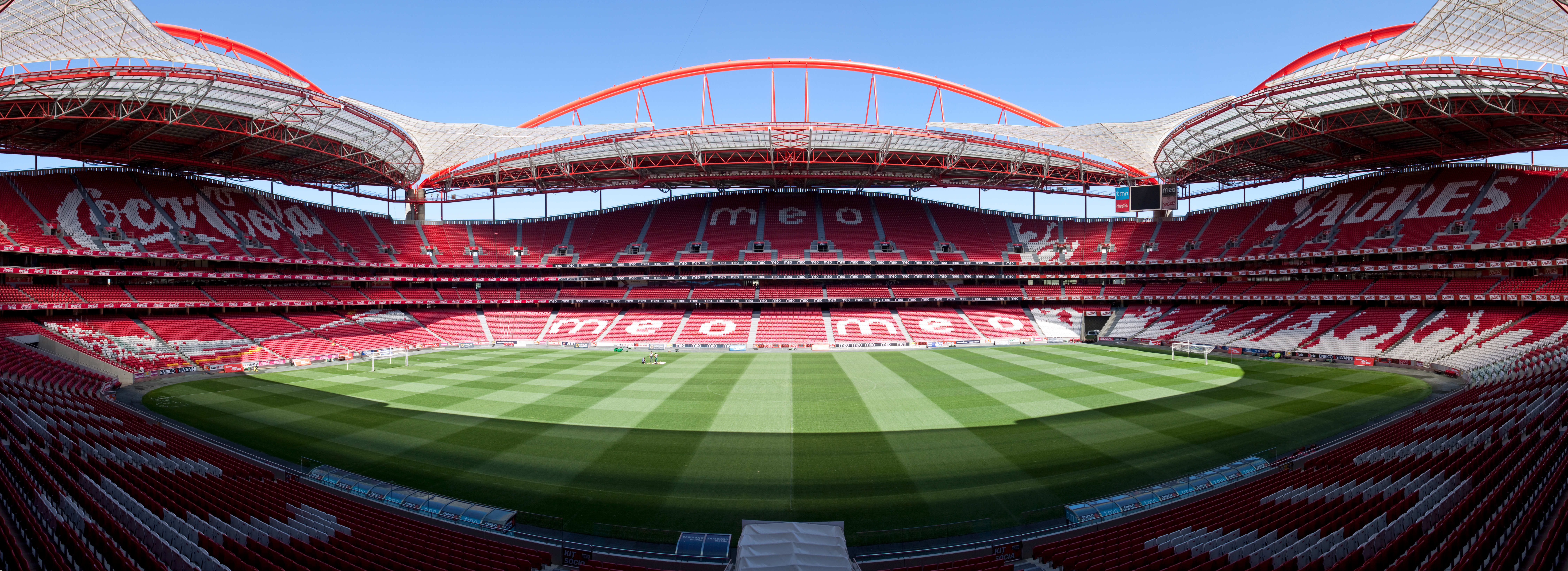
Estádio da Luz, domácí stánek Benfiky Lisabon a jeden z nejmodernějších portugalských stadionů.

## Nejlepší kluby v historii - podle počtu titulů
| Vítězové nejvyšší ligové soutěže |        | |
| Klub                             | Tituly | Vítězné roky |
| Benfica Lisabon                  | 38     | 1936, 1937, 1938, 1942, 1943, 1945, 1950, 1955, 1957, 1960, 1961, 1963, 1964, 1965, 1967, 1968, 1969, 1971, 1972, 1973, 1975, 1976, 1977, 1981, 1983, 1984, 1987, 1989, 1991, 1994, 2005, 2010, 2014, 2015, 2016, 2017, 2019, 2023 |
| FC Porto                         | 30     | 1935, 1939, 1940, 1956, 1959, 1978, 1979, 1985, 1986, 1988, 1990, 1992, 1993, 1995, 1996, 1997, 1998, 1999, 2003, 2004, 2006, 2007, 2008, 2009, 2011, 2012, 2013, 2018, 2020, 2022                                                 |
| Sporting CP                      | 20     | 1941, 1944, 1947, 1948, 1949, 1951, 1952, 1953, 1954, 1958, 1962, 1966, 1970, 1974, 1980, 1982, 2000, 2002, 2021, 2024 |
| CF Os Belenenses                 | 1      | 1946 |
| Boavista FC                      | 1      | 2001 |

## Vítězové v jednotlivých ročnících
| Primeira Liga (1934 - 2020)                |                      |                      |                      |
| Ročník                                     | Mistr                | 2. místo             | 3. místo             |
| Neoficiální ročníky (experimentální režim) |                      |                      |                      |
| 1934 - 1935                                | FC Porto (1)         | Sporting CP          | Benfica Lisabon      |
| 1935 - 1936                                | Benfica Lisabon (1)  | FC Porto             | Sporting CP          |
| 1936 - 1937                                | Benfica Lisabon (2)  | CF Os Belenenses     | Sporting CP          |
| 1937 - 1938                                | Benfica Lisabon (3)  | FC Porto             | Sporting CP          |
| Oficiální soutěž                           |                      |                      |                      |
| 1938 - 1939                                | FC Porto (2)         | Sporting CP          | Benfica Lisabon      |
| 1939 - 1940                                | FC Porto (3)         | Sporting CP          | CF Os Belenenses     |
| 1940 - 1941                                | Sporting CP (1)      | FC Porto             | CF Os Belenenses     |
| 1941 - 1942                                | Benfica Lisabon (4)  | Sporting CP          | CF Os Belenenses     |
| 1942 - 1943                                | Benfica Lisabon (5)  | Sporting CP          | CF Os Belenenses     |
| 1943 - 1944                                | Sporting CP (2)      | Benfica Lisabon      | Atlético CP          |
| 1944 - 1945                                | Benfica Lisabon (6)  | Sporting CP          | CF Os Belenenses     |
| 1945 - 1946                                | CF Os Belenenses (1) | Benfica Lisabon      | Sporting CP          |
| 1946 - 1947                                | Sporting CP (3)      | Benfica Lisabon      | FC Porto             |
| 1947 - 1948                                | Sporting CP (4)      | Benfica Lisabon      | CF Os Belenenses     |
| 1948 - 1949                                | Sporting CP (5)      | Benfica Lisabon      | CF Os Belenenses     |
| 1949 - 1950                                | Benfica Lisabon (7)  | Sporting CP          | Atlético CP          |
| 1950 - 1951                                | Sporting CP (6)      | FC Porto             | Benfica Lisabon      |
| 1951 - 1952                                | Sporting CP (7)      | Benfica Lisabon      | FC Porto             |
| 1952 - 1953                                | Sporting CP (8)      | Benfica Lisabon      | CF Os Belenenses     |
| 1953 - 1954                                | Sporting CP (9)      | FC Porto             | Benfica Lisabon      |
| 1954 - 1955                                | Benfica Lisabon (8)  | CF Os Belenenses     | Sporting CP          |
| 1955 - 1956                                | FC Porto (4)         | Benfica Lisabon      | CF Os Belenenses     |
| 1956 - 1957                                | Benfica Lisabon (9)  | FC Porto             | CF Os Belenenses     |
| 1957 - 1958                                | Sporting CP (10)     | FC Porto             | Benfica Lisabon      |
| 1958 - 1959                                | FC Porto (5)         | Benfica Lisabon      | CF Os Belenenses     |
| 1959 - 1960                                | Benfica Lisabon (10) | Sporting CP          | CF Os Belenenses     |
| 1960 - 1961                                | Benfica Lisabon (11) | Sporting CP          | FC Porto             |
| 1961 - 1962                                | Sporting CP (11)     | FC Porto             | Benfica Lisabon      |
| 1962 - 1963                                | Benfica Lisabon (12) | FC Porto             | Sporting CP          |
| 1963 - 1964                                | Benfica Lisabon (13) | FC Porto             | Sporting CP          |
| 1964 - 1965                                | Benfica Lisabon (14) | FC Porto             | CUF Barreiro         |
| 1965 - 1966                                | Sporting CP (12)     | Benfica Lisabon      | FC Porto             |
| 1966 - 1967                                | Benfica Lisabon (15) | Académica de Coimbra | FC Porto             |
| 1967 - 1968                                | Benfica Lisabon (16) | Sporting CP          | FC Porto             |
| 1968 - 1969                                | Benfica Lisabon (17) | FC Porto             | Vitória de Guimarães |
| 1969 - 1970                                | Sporting CP (13)     | Benfica Lisabon      | Vitória de Setúbal   |
| 1970 - 1971                                | Benfica Lisabon (18) | Sporting CP          | FC Porto             |
| 1971 - 1972                                | Benfica Lisabon (19) | Vitória de Setúbal   | Sporting CP          |
| 1972 - 1973                                | Benfica Lisabon (20) | CF Os Belenenses     | Vitória de Setúbal   |
| 1973 - 1974                                | Sporting CP (14)     | Benfica Lisabon      | Vitória de Setúbal   |
| 1974 - 1975                                | Benfica Lisabon (21) | FC Porto             | Sporting CP          |
| 1975 - 1976                                | Benfica Lisabon (22) | Boavista FC          | CF Os Belenenses     |
| 1976 - 1977                                | Benfica Lisabon (23) | Sporting CP          | FC Porto             |
| 1977 - 1978                                | FC Porto (6)         | Benfica Lisabon      | Sporting CP          |
| 1978 - 1979                                | FC Porto (7)         | Benfica Lisabon      | Sporting CP          |
| 1979 - 1980                                | Sporting CP (15)     | FC Porto             | Benfica Lisabon      |
| 1980 - 1981                                | Benfica Lisabon (24) | FC Porto             | Sporting CP          |
| 1981 - 1982                                | Sporting CP (16)     | Benfica Lisabon      | FC Porto             |
| 1982 - 1983                                | Benfica Lisabon (25) | FC Porto             | Sporting CP          |
| 1983 - 1984                                | Benfica Lisabon (26) | FC Porto             | Sporting CP          |
| 1984 - 1985                                | FC Porto (8)         | Sporting CP          | Benfica Lisabon      |
| 1985 - 1986                                | FC Porto (9)         | Benfica Lisabon      | Sporting CP          |
| 1986 - 1987                                | Benfica Lisabon (27) | FC Porto             | Vitória de Guimarães |
| 1987 - 1988                                | FC Porto (10)        | Benfica Lisabon      | CF Os Belenenses     |
| 1988 - 1989                                | Benfica Lisabon (28) | FC Porto             | Boavista FC          |
| 1989 - 1990                                | FC Porto (11)        | Benfica Lisabon      | Sporting CP          |
| 1990 - 1991                                | Benfica Lisabon (29) | FC Porto             | Sporting CP          |
| 1991 - 1992                                | FC Porto (12)        | Benfica Lisabon      | Boavista FC          |
| 1992 - 1993                                | FC Porto (13)        | Benfica Lisabon      | Sporting CP          |
| 1993 - 1994                                | Benfica Lisabon (30) | FC Porto             | Sporting CP          |
| 1994 - 1995                                | FC Porto (14)        | Sporting CP          | Benfica Lisabon      |
| 1995 - 1996                                | FC Porto (15)        | Benfica Lisabon      | Sporting CP          |
| 1996 - 1997                                | FC Porto (16)        | Sporting CP          | Benfica Lisabon      |
| 1997 - 1998                                | FC Porto (17)        | Benfica Lisabon      | Vitória de Guimarães |
| 1998 - 1999                                | FC Porto (18)        | Boavista FC          | Benfica Lisabon      |
| 1999 - 2000                                | Sporting CP (17)     | FC Porto             | Benfica Lisabon      |
| 2000 - 2001                                | Boavista FC (1)      | FC Porto             | Sporting CP          |
| 2001 - 2002                                | Sporting CP (18)     | Boavista FC          | FC Porto             |
| 2002 - 2003                                | FC Porto (19)        | Benfica Lisabon      | Sporting CP          |
| 2003 - 2004                                | FC Porto (20)        | Benfica Lisabon      | Sporting CP          |
| 2004 - 2005                                | Benfica Lisabon (31) | FC Porto             | Sporting CP          |
| 2005 - 2006                                | FC Porto (21)        | Sporting CP          | Benfica Lisabon      |
| 2006 - 2007                                | FC Porto (22)        | Sporting CP          | Benfica Lisabon      |
| 2007 - 2008                                | FC Porto (23) 1      | Sporting CP          | Vitória de Guimarães |
| 2008 - 2009                                | FC Porto (24)        | Sporting CP          | Benfica Lisabon      |
| 2009 - 2010                                | Benfica Lisabon (32) | SC Braga             | FC Porto             |
| 2010 - 2011                                | FC Porto (25)        | Benfica Lisabon      | Sporting CP          |
| 2011 - 2012                                | FC Porto (26)        | Benfica Lisabon      | SC Braga             |
| 2012 - 2013                                | FC Porto (27)        | Benfica Lisabon      | Paços de Ferreira    |
| 2013 - 2014                                | Benfica Lisabon (33) | Sporting CP          | FC Porto             |
| 2014 - 2015                                | Benfica Lisabon (34) | FC Porto             | Sporting CP          |
| 2015 - 2016                                | Benfica Lisabon (35) | Sporting CP          | FC Porto             |
| 2016 - 2017                                | Benfica Lisabon (36) | FC Porto             | Sporting CP          |
| 2017 - 2018                                | FC Porto (28)        | Benfica Lisabon      | Sporting CP          |
| 2018 - 2019                                | Benfica Lisabon (37) | FC Porto             | Sporting CP          |
| 2019 - 2020                                | FC Porto (29)        | Benfica Lisabon      | Sporting CP          |
| 2020 - 2021                                | Sporting CP (19)     | FC Porto             | Benfica Lisabon      |
| 2021 - 2022                                | FC Porto (30)        | Sporting CP          | Benfica Lisabon      |
| 2022 - 2023                                | Benfica Lisabon (38) | FC Porto             | SC Braga             |
| 2023 - 2024                                | Sporting CP (20)     | Benfica Lisabon      | FC Porto             |

Poznámky
- 1  Klubu FC Porto bylo pro údajné korupční jednání odečteno 6 bodů, čímž se jeho náskok na druhý Sporting CP snížil z 20 na 14 bodů. Po následném odvolání se však odečet zrušil, jenže v roce 2011 se na žádost svazu vrátil k soudnímu projednání.

## Nejlepší střelci historie
| TOP 10 Střelců v historii soutěže | TOP 10 Střelců v historii soutěže | TOP 10 Střelců v historii soutěže | TOP 10 Střelců v historii soutěže  | TOP 10 Střelců v historii soutěže | TOP 10 Střelců v historii soutěže |
| --------------------------------- | --------------------------------- | --------------------------------- | ---------------------------------- | --------------------------------- | --------------------------------- |
| Hráč                              | Hráč                              | Období                            | Kluby                              | Branky                            |                                   |
| 1                                 | Fernando Peyroteo                 | 1937–1950                         | Sporting CP, Belenenses            | 331 (1.68/zápas)                  |                                   |
| 2                                 | Eusébio                           | 1960–1977                         | Benfica, Beira-Mar                 | 319 (1.02/zápas)                  |                                   |
| 3                                 | Fernando Gomes                    | 1974–1991                         | Porto, Sporting CP                 | 318 (0.79/zápas)                  |                                   |
| 4                                 | José Águas                        | 1950–1963                         | Benfica                            | 290 (1.03/zápas)                  |                                   |
| 5                                 | Néné                              | 1968–1986                         | Benfica                            | 262 (0.62/zápas)                  |                                   |
| 6                                 | Manuel Fernandes                  | 1970–1988                         | CUF, Sporting CP, Vitória FC       | 243 (0.50/zápas)                  |                                   |
| 7                                 | Matateu                           | 1951–1967                         | Belenenses, Atlético de Lisboa     | 218 (0.75/zápas)                  |                                   |
| 8                                 | José Torres                       | 1959–1980                         | Benfica, Vitória FC, Estoril-Praia | 217 (0.57/zápas)                  |                                   |
| 9                                 | Rui Jordão                        | 1971–1989                         | Benfica, Sporting CP, Vitória FC   | 215 (0.60/zápas)                  |                                   |
| 10                                | Arsénio Duarte                    | 1943–1959                         | Benfica, CUF                       | 211 (0.67/zápas)                  |                                   |

## Podrobnější statistika ročníků
| Kluby                | Kluby                | Kluby                | Kluby                | Kluby                | Kluby                | Kluby                | Kluby                | Kluby                | Hráči                              | Hráči                  | Hráči                |
|                      | Ročník               | Mistr                | Body                 | Druhé místo          | Body                 | Počet týmů           | Počet kol            | Body za vítězství    | Bola de Prata (Nejlepší střelec)   | Klub                   | Góly                 |
| Experimentální režim | Experimentální režim | Experimentální režim | Experimentální režim | Experimentální režim | Experimentální režim | Experimentální režim | Experimentální režim | Experimentální režim | Experimentální režim               | Experimentální režim   | Experimentální režim |
| -------------------- | -------------------- | -------------------- | -------------------- | -------------------- | -------------------- | -------------------- | -------------------- | -------------------- | ---------------------------------- | ---------------------- | -------------------- |
|                      | 1934–35              | Porto                | 22                   | Sporting CP          | 20                   | 8                    | 14                   | 2 pts                | Soeiro                             | Sporting CP            | 14                   |
|                      | 1935–36              | Benfica              | 21                   | Porto                | 20                   | 8                    | 14                   | 2 pts                | Pinga                              | Porto                  | 21                   |
|                      | 1936–37              | Benfica (2)          | 24                   | Belenenses           | 23                   | 8                    | 14                   | 2 pts                | Soeiro                             | Sporting CP            | 24                   |
|                      | 1937–38              | Benfica (3)          | 23                   | Porto                | 23                   | 8                    | 14                   | 2 pts                | Fernando Peyroteo                  | Sporting CP            | 34                   |
| Regulérní soutěž     | Regulérní soutěž     | Regulérní soutěž     | Regulérní soutěž     | Regulérní soutěž     | Regulérní soutěž     | Regulérní soutěž     | Regulérní soutěž     | Regulérní soutěž     | Regulérní soutěž                   | Regulérní soutěž       | Regulérní soutěž     |
|                      | 1938–39              | Porto (2)            | 23                   | Sporting CP          | 22                   | 8                    | 14                   | 2 pts                | Costuras                           | Porto                  | 18                   |
|                      | 1939–40              | Porto (3)            | 34                   | Sporting CP          | 32                   | 10                   | 18                   | 2 pts                | Fernando Peyroteo Slavkoo Kordnya  | Sporting CP Porto      | 29                   |
|                      | 1940–41              | Sporting CP          | 23                   | Porto                | 20                   | 8                    | 14                   | 2 pts                | Fernando Peyroteo                  | Sporting CP            | 29                   |
|                      | 1941–42              | Benfica (4)          | 38                   | Sporting CP          | 34                   | 12                   | 22                   | 2 pts                | Correia Dias                       | Porto                  | 36                   |
|                      | 1942–43              | Benfica (5)          | 30                   | Sporting CP          | 29                   | 10                   | 18                   | 2 pts                | Julinho                            | Benfica                | 24                   |
|                      | 1943–44              | Sporting CP (2)      | 31                   | Benfica              | 26                   | 10                   | 18                   | 2 pts                | Francisco Rodrigues                | Vitória FC (Setúbal)   | 28                   |
|                      | 1944–45              | Benfica (6)          | 30                   | Sporting CP          | 27                   | 10                   | 18                   | 2 pts                | Francisco Rodrigues                | Vitória FC (Setúbal)   | 21                   |
|                      | 1945–46              | CF Os Belenenses     | 38                   | Benfica              | 37                   | 12                   | 22                   | 2 pts                | Fernando Peyroteo                  | Sporting CP            | 37                   |
|                      | 1946–47              | Sporting CP (3)      | 47                   | Benfica              | 41                   | 14                   | 26                   | 2 pts                | Fernando Peyroteo                  | Sporting CP            | 43                   |
|                      | 1947–48              | Sporting CP (4)      | 41                   | Benfica              | 41                   | 14                   | 26                   | 2 pts                | António Araújo                     | Porto                  | 36                   |
|                      | 1948–49              | Sporting CP (5)      | 42                   | Benfica              | 37                   | 14                   | 26                   | 2 pts                | Fernando Peyroteo                  | Sporting CP            | 40                   |
|                      | 1949–50              | Benfica (7)          | 45                   | Sporting CP          | 39                   | 14                   | 26                   | 2 pts                | Julinho                            | Benfica                | 28                   |
|                      | 1950–51              | Sporting CP (6)      | 45                   | Porto                | 34                   | 14                   | 26                   | 2 pts                | Manuel Vasques                     | Sporting CP            | 29                   |
|                      | 1951–52              | Sporting CP (7)      | 41                   | Benfica              | 40                   | 14                   | 26                   | 2 pts                | José Águas                         | Benfica                | 28                   |
|                      | 1952–53              | Sporting CP (8)      | 43                   | Benfica              | 39                   | 14                   | 26                   | 2 pts                | Matateu                            | CF Os Belenenses       | 29                   |
|                      | 1953–54              | Sporting CP (9)      | 43                   | Porto                | 36                   | 14                   | 26                   | 2 pts                | João Martins                       | Sporting CP            | 31                   |
|                      | 1954–55              | Benfica (8)          | 39                   | CF Os Belenenses     | 39                   | 14                   | 26                   | 2 pts                | Matateu                            | CF Os Belenenses       | 32                   |
|                      | 1955–56              | Porto (4)            | 43                   | Benfica              | 43                   | 14                   | 26                   | 2 pts                | José Águas                         | Benfica                | 28                   |
|                      | 1956–57              | Benfica (9)          | 41                   | Porto                | 40                   | 14                   | 26                   | 2 pts                | José Águas                         | Benfica                | 30                   |
|                      | 1957–58              | Sporting CP (10)     | 43                   | Porto                | 43                   | 14                   | 26                   | 2 pts                | Arsénio Duarte                     | GD Fabril              | 23                   |
|                      | 1958–59              | Porto (5)            | 41                   | Benfica              | 41                   | 14                   | 26                   | 2 pts                | José Águas                         | Benfica                | 26                   |
|                      | 1959–60              | Benfica (10)         | 45                   | Sporting CP          | 43                   | 14                   | 26                   | 2 pts                | Edmur Ribeiro                      | Vitória SC (Guimarães) | 25                   |
|                      | 1960–61              | Benfica (11)         | 46                   | Sporting CP          | 42                   | 14                   | 26                   | 2 pts                | José Águas                         | Benfica                | 27                   |
|                      | 1961–62              | Sporting CP (11)     | 43                   | Porto                | 41                   | 14                   | 26                   | 2 pts                | Veríssimo                          | Porto                  | 23                   |
|                      | 1962–63              | Benfica (12)         | 48                   | Porto                | 42                   | 14                   | 26                   | 2 pts                | José Augusto Torres                | Benfica                | 26                   |
|                      | 1963–64              | Benfica (13)         | 46                   | Porto                | 40                   | 14                   | 26                   | 2 pts                | Eusébio                            | Benfica                | 28                   |
|                      | 1964–65              | Benfica (14)         | 43                   | Porto                | 37                   | 14                   | 26                   | 2 pts                | Eusébio                            | Benfica                | 28                   |
|                      | 1965–66              | Sporting CP (12)     | 42                   | Benfica              | 41                   | 14                   | 26                   | 2 pts                | Eusébio Ernesto Figueiredo         | Benfica Sporting CP    | 25                   |
|                      | 1966–67              | Benfica (15)         | 43                   | Académica de Coimbra | 40                   | 14                   | 26                   | 2 pts                | Eusébio                            | Benfica                | 31                   |
|                      | 1967–68              | Benfica (16)         | 41                   | Sporting CP          | 37                   | 14                   | 26                   | 2 pts                | Eusébio                            | Benfica                | 42                   |
|                      | 1968–69              | Benfica (17)         | 39                   | Porto                | 37                   | 14                   | 26                   | 2 pts                | Manuel António                     | Académica de Coimbra   | 19                   |
|                      | 1969–70              | Sporting CP (13)     | 46                   | Benfica              | 38                   | 14                   | 26                   | 2 pts                | Eusébio                            | Benfica                | 20                   |
|                      | 1970–71              | Benfica (18)         | 41                   | Sporting CP          | 38                   | 14                   | 26                   | 2 pts                | Artur Jorge                        | Benfica                | 23                   |
|                      | 1971–72              | Benfica (19)         | 55                   | Vitória FC (Setúbal) | 45                   | 16                   | 30                   | 2 pts                | Artur Jorge                        | Benfica                | 27                   |
|                      | 1972–73              | Benfica (20)         | 58                   | CF Os Belenenses     | 40                   | 16                   | 30                   | 2 pts                | Eusébio                            | Benfica                | 40                   |
|                      | 1973–74              | Sporting CP (14)     | 49                   | Benfica              | 47                   | 16                   | 30                   | 2 pts                | Yazalde                            | Sporting CP            | 46                   |
|                      | 1974–75              | Benfica (21)         | 49                   | Porto                | 44                   | 16                   | 30                   | 2 pts                | Yazalde                            | Sporting CP            | 30                   |
|                      | 1975–76              | Benfica (22)         | 50                   | Boavista FC          | 48                   | 16                   | 30                   | 2 pts                | Rui Jordão                         | Benfica                | 30                   |
|                      | 1976–77              | Benfica (23)         | 51                   | Sporting CP          | 42                   | 16                   | 30                   | 2 pts                | Fernando Gomes                     | Porto                  | 26                   |
|                      | 1977–78              | Porto (6)            | 51                   | Benfica              | 51                   | 16                   | 30                   | 2 pts                | Fernando Gomes                     | Porto                  | 25                   |
|                      | 1978–79              | Porto (7)            | 50                   | Benfica              | 49                   | 16                   | 30                   | 2 pts                | Fernando Gomes                     | Porto                  | 27                   |
|                      | 1979–80              | Sporting CP (15)     | 52                   | Porto                | 50                   | 16                   | 30                   | 2 pts                | Rui Jordão                         | Sporting CP            | 31                   |
|                      | 1980–81              | Benfica (24)         | 50                   | Porto                | 48                   | 16                   | 30                   | 2 pts                | Nené                               | Benfica                | 20                   |
|                      | 1981–82              | Sporting CP (16)     | 46                   | Benfica              | 44                   | 16                   | 30                   | 2 pts                | Jacques Pereira                    | Porto                  | 27                   |
|                      | 1982–83              | Benfica (25)         | 51                   | Porto                | 47                   | 16                   | 30                   | 2 pts                | Fernando Gomes                     | Porto                  | 36                   |
|                      | 1983–84              | Benfica (26)         | 52                   | Porto                | 49                   | 16                   | 30                   | 2 pts                | Fernando Gomes Nené                | Porto Benfica          | 21                   |
|                      | 1984–85              | Porto (8)            | 55                   | Sporting CP          | 47                   | 16                   | 30                   | 2 pts                | Fernando Gomes                     | Porto                  | 39                   |
|                      | 1985–86              | Porto (9)            | 49                   | Benfica              | 47                   | 16                   | 30                   | 2 pts                | Manuel Fernandes                   | Sporting CP            | 30                   |
|                      | 1986–87              | Benfica (27)         | 48                   | Porto                | 46                   | 16                   | 30                   | 2 pts                | Paulinho Cascavel                  | Vitória SC (Guimarães) | 22                   |
|                      | 1987–88              | Porto (10)           | 66                   | Benfica              | 51                   | 20                   | 38                   | 2 pts                | Paulinho Cascavel                  | Sporting CP            | 23                   |
|                      | 1988–89              | Benfica (28)         | 63                   | Porto                | 56                   | 20                   | 38                   | 2 pts                | Vata                               | Benfica                | 16                   |
|                      | 1989–90              | Porto (11)           | 59                   | Benfica              | 55                   | 18                   | 34                   | 2 pts                | Mats Magnusson                     | Benfica                | 33                   |
|                      | 1990–91              | Benfica (29)         | 69                   | Porto                | 67                   | 20                   | 38                   | 2 pts                | Rui Águas                          | Benfica                | 25                   |
|                      | 1991–92              | Porto (12)           | 56                   | Benfica              | 46                   | 18                   | 34                   | 2 pts                | Ricky                              | Boavista FC            | 30                   |
|                      | 1992–93              | Porto (13)           | 54                   | Benfica              | 52                   | 18                   | 34                   | 2 pts                | Jorge Cadete                       | Sporting CP            | 18                   |
|                      | 1993–94              | Benfica (30)         | 54                   | Porto                | 52                   | 18                   | 34                   | 2 pts                | Rashidi Yekini                     | Vitória FC (Setúbal)   | 21                   |
|                      | 1994–95              | Porto (14)           | 62                   | Sporting CP          | 53                   | 18                   | 34                   | 2 pts                | Hassan Nader                       | SC Farense             | 21                   |
|                      | 1995–96              | Porto (15)           | 84                   | Benfica              | 73                   | 18                   | 34                   | 3 pts                | Domingos                           | Porto                  | 25                   |
|                      | 1996–97              | Porto (16)           | 85                   | Sporting CP          | 72                   | 18                   | 34                   | 3 pts                | Mário Jardel                       | Porto                  | 30                   |
|                      | 1997–98              | Porto (17)           | 77                   | Benfica              | 68                   | 18                   | 34                   | 3 pts                | Mário Jardel                       | Porto                  | 26                   |
|                      | 1998–99              | Porto (18)           | 79                   | Boavista FC          | 71                   | 18                   | 34                   | 3 pts                | Mário Jardel                       | Porto                  | 36                   |
|                      | 1999–2000            | Sporting CP (17)     | 77                   | Porto                | 73                   | 18                   | 34                   | 3 pts                | Mário Jardel                       | Porto                  | 37                   |
|                      | 2000–01              | Boavista FC          | 77                   | Porto                | 76                   | 18                   | 34                   | 3 pts                | Renivaldo Pena                     | Porto                  | 22                   |
|                      | 2001–02              | Sporting CP (18)     | 75                   | Boavista FC          | 70                   | 18                   | 34                   | 3 pts                | Mário Jardel                       | Sporting CP            | 42                   |
|                      | 2002–03              | Porto (19)           | 86                   | Benfica              | 75                   | 18                   | 34                   | 3 pts                | Fary Faye Simão                    | SC Beira-Mar Benfica   | 18                   |
|                      | 2003–04              | Porto (20)           | 82                   | Benfica              | 74                   | 18                   | 34                   | 3 pts                | Benni McCarthy                     | Porto                  | 20                   |
|                      | 2004–05              | Benfica (31)         | 65                   | Porto                | 62                   | 18                   | 34                   | 3 pts                | Liedson                            | Sporting CP            | 25                   |
|                      | 2005–06              | Porto (21)           | 79                   | Sporting CP          | 72                   | 18                   | 34                   | 3 pts                | Meyong                             | CF Os Belenenses       | 17                   |
|                      | 2006–07              | Porto (22)           | 69                   | Sporting CP          | 68                   | 16                   | 30                   | 3 pts                | Liedson                            | Sporting CP            | 15                   |
|                      | 2007–08              | Porto (23)           | 69                   | Sporting CP          | 55                   | 16                   | 30                   | 3 pts                | Lisandro Lopez                     | Porto                  | 24                   |
|                      | 2008–09              | Porto (24)           | 70                   | Sporting CP          | 66                   | 16                   | 30                   | 3 pts                | Nenê                               | CD Nacional            | 20                   |
|                      | 2009–10              | Benfica (32)         | 76                   | SC Braga             | 71                   | 16                   | 30                   | 3 pts                | Óscar Cardozo                      | Benfica                | 26                   |
|                      | 2010–11              | Porto (25)           | 84                   | Benfica              | 63                   | 16                   | 30                   | 3 pts                | Hulk                               | Porto                  | 23                   |
|                      | 2011–12              | Porto (26)           | 75                   | Benfica              | 69                   | 16                   | 30                   | 3 pts                | Óscar Cardozo                      | Benfica                | 20                   |
|                      | 2012–13              | Porto (27)           | 78                   | Benfica              | 77                   | 16                   | 30                   | 3 pts                | Jackson Martínez                   | Porto                  | 26                   |
|                      | 2013–14              | Benfica (33)         | 74                   | Sporting CP          | 67                   | 16                   | 30                   | 3 pts                | Jackson Martínez                   | Porto                  | 20                   |
|                      | 2014–15              | Benfica (34)         | 85                   | Porto                | 82                   | 18                   | 34                   | 3 pts                | Jackson Martínez                   | Porto                  | 21                   |
|                      | 2015–16              | Benfica (35)         | 88                   | Sporting CP          | 86                   | 18                   | 34                   | 3 pts                | Jonas                              | Benfica                | 32                   |
|                      | 2016–17              | Benfica (36)         | 82                   | Porto                | 76                   | 18                   | 34                   | 3 pts                | Bas Dost                           | Sporting CP            | 34                   |
|                      | 2017–18              | Porto (28)           | 88                   | Benfica              | 81                   | 18                   | 34                   | 3 pts                | Jonas                              | Benfica                | 34                   |
|                      | 2018–19              | Benfica (37)         | 87                   | Porto                | 85                   | 18                   | 34                   | 3 pts                | Haris Seferović                    | Benfica                | 23                   |
|                      | 2019–20              | Porto (29)           | 82                   | Benfica              | 77                   | 18                   | 34                   | 3 pts                | Pizzi Carlos Vinícius Mahdí Taremí | Benfica Rio Ave FC     | 18                   |
|                      | 2020–21              | Sporting CP (19)     |                      |                      |                      | 18                   | 34                   | 3 pts                |                                    |                        |                      |

### Extzerní odkazy
- Obrázky, zvuky či videa k tématu Primeira Liga na Wikimedia Commons
- Oficiální stránky Archivováno 2. 9. 2013 na Wayback Machine. portugalské nejvyšší soutěže